# Януш Войцеховський
Януш Чеслав Войцеховський (пол. Janusz Czesław Wojciechowski; нар. 6 грудня 1954, Рава-Мазовецька) — польський політик і член Європейського парламенту, обраний від Лодзинського воєводства, який представляв Польську народну партію (PSL) (2004–2006), Польську народну партію «Piast» (PSL «Piast») (2006–2010) і, в даний час, Право і справедливість (з 2010).
У 1977 році отримав ступінь магістра права Лодзького університету.
З 2019 року має портфель єврокомісара з питань сільського господарства.
.